# Pruszków
Pruszków este un oraș în Polonia.